# Що тобі до того, що думають інші?
«Що тобі до того, що думають інші?»: Продовження неймовірних пригод Річарда Ф. Фейнмана, розказане Ральфу Лейтону (англ. «What Do You Care What Other People Think?»: Further Adventures of a Curious Character; 1988) — друга з двох книг, що складаються з усних та відредагованих усних спогадів американського фізика Річарда Фейнмана. Продовження книги «Та ви жартуєте, містере Фейнман!». 1965 року Річард Фейнман отримав Нобелівську премію з фізики за внесок у розвиток квантової електродинаміки. Він — фізик-теоретик, відомий своїми працями з формулювання квантової механіки через інтеграли вздовж траєкторій, квантової електродинаміки, фізики надплинності переохолодженого рідкого гелію, а також фізики елементарних частинок, для якої він запропонував модель партона. За внесок у розвиток квантової електродинаміки 1965 року Фейнмана спільно з Джуліаном Швінгером і Синітіро Томонагою відзначено Нобелівською премією з фізики.

## Огляд
Книга готувалася до друку, коли Фейнман боровся з рідкісною формою раку і стала останньою з його автобіографічних праць.
Перший розділ містить серію гумористичних історій з різних періодів життя вченого, а в другому йдеться про його участь у комісії Роджерса, яка розслідує катастрофу космічного човника «Челленджер». В одній главі він описує імпровізований експеримент, у якому показав, як кільця ущільнювачів у ракетних прискорювачах шатла могли вийти з ладу через низькі температури вранці в момент запуску. Пізніше цю невдачу визнано основною причиною руйнування шатла. Цю частину книги екранізовано під назвою «Челленджер».
Книга значно слабше структурована, ніж попередня «Та ви жартуєте, містере Фейнман!». Вона містить оповідання, листи, фотографії та кілька начерків, які Фейнман створив у пізнішому віці, коли вчився малювати у свого друга художника Джирайра Зортяна.
Слід зазначити історію його першої дружини Арлін, у якої діагностували туберкульоз. Вона померла, коли Фейнман працював над Мангеттенським проєктом; за назву книги взято питання, яке Арлін часто ставила Фейнману, коли він був стурбований думкою колег про свою роботу.
Книга закінчується главою «Цінність науки», невеликою промовою, виголошеною на осінньому засіданні Національної академії наук 1955 року.

## Видання
- Feynman, Richard P., What Do You Care What Other People Think?, 1988, WW Norton, ISBN 0-393-02659-0, 2001 paperback: ISBN 0-393-32092-8